# Bíbor sarlósfecske
A bíbor sarlósfecske (Hirundapus celebensis) a madarak osztályának sarlósfecske-alakúak (Apodiformes) rendjébe és a sarlósfecskefélék (Apodidae) családjába tartozó faj.

## Rendszerezése
A fajt Philip Lutley Sclater angol ornitológus írta le 1865-ben, a Chaetura nembe Chaetura gigantea var. celebensis néven.

## Előfordulása
Délkelet-Ázsiában, Indonézia és a Fülöp-szigetek területén honos. Természetes élőhelyei a szubtrópusi és trópusi síkvidéki és hegyi esőerdők, füves puszták és cserjések. Állandó nem vonuló faj.

## Megjelenése
Testhossza 24–25 centiméter, testtömege 170–203 gramm.

## Természetvédelmi helyzete
Az elterjedési területe nagyon nagy, egyedszáma pedig stabil. A Természetvédelmi Világszövetség Vörös listáján nem fenyegetett fajként szerepel.

## Külső hivatkozások
- Képek az interneten a fajról
- Xeno-canto.org - a faj hangja és elterjedési területe